# کاروانسرای قاسم‌آباد
کاروانسرای قاسم‌آباد مربوط به دوره صفوی است و در شهرستان بجستان، روستای قاسم‌آباد واقع شده و این اثر در تاریخ ۱۰ دی ۱۳۸۱ با شمارهٔ ثبت ۶۸۷۲ به‌عنوان یکی از آثار ملی ایران به ثبت رسیده است.